# Campeonato regional de São Vicente
El Campeonato regional de fútbol de São Vicente es una liga de fútbol de la isla de São Vicente de Cabo Verde, organizada por la Asociación regional de fútbol de São Vicente.
Está organizada por divisiones, participando ocho equipos en la primera división y seis en la segunda. El formato de la competición es de un sistema de liga, los ocho equipos se enfrentaran todos contra todos en dos ocasiones, una como local y otra como visitante, sumando un total de 14 jornadas. El campeón de la competición tiene derecho a participar en el Campeonato caboverdiano de fútbol. El equipo que acaba en último lugar baja a la segunda división y el penúltimo juega la promoción de permanencia con el segundo clasificado de la división inferior.
El CS Mindelense es el equipo más laureado al haberlo conseguido en 49 (24)[cita requerida] ocasiones, seguido del FC Derby en 10 (9)[cita requerida], Académica do Mindelo 10 (3)[cita requerida], el Batuque FC con 4, Castilho 2 y Amarante 1.

## Palmarés

### Por año[1]
| - 1972-73 : Castilho - 1973-74 : Castilho - 1974-75 : CS Mindelense - 1975-76 : CS Mindelense - 1976-77 : CS Mindelense - 1977-78 : CS Mindelense - 1978-79 : CS Mindelense - 1979-80 : CS Mindelense - 1980-81 : CS Mindelense - 1981-82 : CS Mindelense - 1982-83 : FC Derby - 1983-84 : FC Derby - 1984-85 : FC Derby - 1985-86 : FC Derby - 1986-87 : Académica do Mindelo | - 1987-88 : CS Mindelense - 1988-89 : CS Mindelense - 1989-90 : CS Mindelense - 1991-92 : CS Mindelense - 1992-93 : CS Mindelense - 1993-94 : CS Mindelense - 1994-95 : Académica do Mindelo - 1995-96 : CS Mindelense - 1996-97 : CS Mindelense - 1997-98 : CS Mindelense - 1998-99 : Amarante - 1999-00 : FC Derby - 2000-01 : FC Derby - 2001-02 : Batuque FC - 2002-03 : Batuque FC | - 2003-04 : Académica do Mindelo - 2004-05 : FC Derby - 2005-06 : CS Mindelense - 2006-07 : Académica do Mindelo - 2007-08 : FC Derby - 2008-09 : CS Mindelense - 2009-10 : Batuque FC - 2010-11 : CS Mindelense - 2011-12 : Batuque FC - 2012-13 : CS Mindelense - 2013-14 : FC Derby - 2014-15 : CS Mindelense - 2015-16 : CS Mindelense - 2016-17 : CS Mindelense - 2017-18 : CS Mindelense |

### Por club
| Club                 | Títulos | Años de los títulos |
| -------------------- | ------- | --- |
| CS Mindelense        | 24      | 1974-75, 1975-76, 1976-77, 1977-78, 1978-79, 1979-80, 1980-81, 1981-82, 1987-88, 1988-89, 1989-90, 1991-92, 1992-93, 1993-94, 1995-96, 1996-97, 1997-98, 2005-06, 2008-09, 2010-11, 2012-13, 2014-15, 2015-16, 2016-17 y 2017-18 |
| FC Derby             | 9       | 1982-83, 1983-84, 1984-85, 1985-86, 1999-00, 2000-01, 2004-05, 2007-08 y 2013-14 |
| Académica do Mindelo | 4       | 1986-87, 1994-95, 2003-04 y 2006-07 |
| Batuque FC           | 4       | 2001-02, 2002-03, 2009-10 y 2011-12 |
| Castilho             | 2       | 1972-73 y 1973-74 |
| Amarante             | 1       | 1998-99 |